# پایین‌محله کشتلی
پایین‌محله کشتلی، روستایی از توابع بخش گتاب شهرستان بابل در استان مازندران ایران است.

## جمعیت
این روستا در دهستان گتاب شمالی قرار دارد و براساس سرشماری مرکز آمار ایران در سال ۱۳۹۵، جمعیت آن ۷۹۰ نفر (۲۶۸ خانوار) بوده‌است.